# België op het Junior Eurovisiesongfestival 2006
België nam deel aan het Junior Eurovisiesongfestival 2006 in Boekarest, Roemenië. Het was de vierde deelname van het land op het Junior Eurovisiesongfestival. De selectie verliep via Eurosong for Kids. De VRT was verantwoordelijk voor de Belgische bijdrage voor de editie van 2006.

## Selectieprocedure
Na de gezamenlijke organisatie van het Junior Eurovisiesongfestival 2005 en de daarbij horende teleurstellende kijkcijfers in Wallonië, besloot de RTBF niet langer deel te nemen aan het festival. Hierdoor is de VRT sinds 2006 alleen verantwoordelijk voor de nationale preselectie.
Eurosong for Kids 2006 liep over twee halve finales, op zondag 17 en 24 september en de finale op zondag 1 oktober 2006. In die finale kozen de Belgen voor de jonge Thor!, met het lied Een tocht door het donker. Hij kreeg in de finale 71 punten. The Fireflies werden tweede met Waarom?. Zij behaalden 59 punten.

## Eurosong for Kids 2006

### Halve finales
17 september 2006
| Plaats | Artiest | Lied                      | Punten |
| ------ | ------- | ------------------------- | ------ |
| 1      | Thor!   | Een tocht door het donker | 70     |
| 2      | Lizz@xy | Ik doe wat ik wil         | 67     |
| 3      | Attic   | Ik doe alle dingen        | 60     |
| 4      | Kristel | Zal je ooit               | 52     |
| 5      | Suzanne | Zeg het mij               | 51     |

24 september 2006
| Plaats | Artiest       | Lied                          | Punten |
| ------ | ------------- | ----------------------------- | ------ |
| 1      | The Fireflies | Waarom?                       | 71     |
| 2      | Nicolas       | Ik wil je nooit meer kwijt    | 62     |
| 3      | Melissa       | Hé jij                        | 57     |
| 4      | Nikkie        | Echte vrienden                | 55     |
| 5      | Arlieke       | Waarom liet je mij daar staan | 54     |

### Finale
1 oktober 2006
| Plaats | Artiest       | Lied                       | Punten |
| ------ | ------------- | -------------------------- | ------ |
| 1      | Thor!         | Een tocht door het donker  | 71     |
| 2      | The Fireflies | Waarom?                    | 59     |
| 3      | Lizz@axy      | Ik doe wat ik wil          | 57     |
| 4      | Attic         | Ik doe alle dingen         | 57     |
| 5      | Nicolas       | Ik wil je nooit meer kwijt | 56     |

## In Boekarest
In Boekarest was Thor de jongste deelnemer. Hij trad namens België als dertiende van vijftien landen aan, na Wit-Rusland en voor Kroatië. Aan het einde van de puntentelling stond België op de zevende plaats, met 71 punten. Na 2003 kreeg België voor de tweede maal punten van alle deelnemende landen. Er was wel geen enkel land dat België beloonde met het maximum van twaalf punten; Kroatië gaf wel tien punten.

### Gekregen punten
| 12 punten | 10 punten                          | 8 punten            | 7 punten               | 6 punten                   |
| --------- | ---------------------------------- | ------------------- | ---------------------- | -------------------------- |
|           | - Kroatië                          | - Nederland         |                        | - Malta - Roemenië         |
| 5 punten  | 4 punten                           | 3 punten            | 2 punten               | 1 punt                     |
| - Spanje  | - Portugal - Rusland - Wit-Rusland | - Cyprus - Oekraïne | - Griekenland - Servië | - Noord-Macedonië - Zweden |